# Dějiny Africké unie
Dějiny Africké unie popisují historii Africké unie jako mezinárodní organizace, o jejímž vzniku bylo rozhodnuto tzv. Sirtskou deklarací v září 1999 a jejíž činnost byla oficiálně zahájena v roce 2002 v jihoafrickém Durbanu. 
Nejzazší historické kořeny africké integrace je třeba hledat již v devatenáctém století. Snaha sjednotit Afričany žijící v té době téměř výhradně pod nadvládou koloniálních velmocí vyústila ve svolání Panafrického kongresu v roce 1900. 
V první fázi vývoje se panafrikanismus stal doménou hlavně africké diaspory v bohatších zemích Evropy a severní Ameriky a nepočetné domácí africké inteligence. Vyvrcholením první fáze byl šestý Panafrický sněm v Manchesteru v roce 1945. O rok dříve vznikla Panafrická federace, uskupení sdružující přívržence panafrikanismu, jehož významnou část stále tvořili v Evropě a severní Americe žijící Afričané, nicméně většina jejích členů již pocházela přímo z Afriky. Nadcházející druhá fáze se nesla ve znamení emancipace afrických národů a osamostatnění prvních kolonií. V šedesátých letech došlo mezi novými africkými státy k ustavení několika multilaterálních organizací s různým sektorovým zaměřením. Jednou z nich byla i Organizace africké jednoty (OAJ) založená 32 státy v roce 1963 v etiopské Addis Abebě. 
V následujících letech, které již lze zahrnout do třetí etapy africké integrace, dochází ke zvyšování počtu integračních uskupení většinou na regionální úrovni. Tato multiplicita měla ovšem spíše negativní důsledky, neboť celý proces africké integrace zpomalila; již na počátku osmdesátých let patřila většina afrických suverénních států paralelně do několika politických či hospodářských uskupení. Zároveň lze konstatovat, že se tato atomizovaná uskupení zasadila jen velice omezeně, či vůbec, o podporu mírového vývoje a prosperity afrického kontinentu. Čtvrtá fáze začala v osmdesátých letech, kdy již byla neužitečnost zmíněné široké sítě integračních uskupení zřejmá. V této době došlo k oživení panafrikanismu. Na základě Akčního plánu z Lagosu z roku 1977 se v osmdesátých začalo budovat Africké hospodářské společenství. 
Konečně zatím poslední fázi, kterou přineslo nové tisíciletí, charakterizuje řada poměrně racionálních iniciativ vzniklých především v Jihoafrické republice. V nových politických přístupech se zračí poučení z dosavadního neúspěchu africké integrace i často utopických pokusů nastartovat ekonomickou obnovu regionu. Nové integrační snahy proto stavějí na racionalizaci cílů a postupů integračních i obecně rozvojových snah. 
Jednotlivé nově vznikající africké samostatné státy se zpočátku lišily ve své představě o formě celoafrického politického uskupení – dělicí linie mezi názorovými skupinami, tzv. Monrovijskou a Casablanskou skupinou, udávaly odlišné vize dynamiky integrace. Vznik OAJ v roce 1963, o nějž se zasloužili zejména etiopský císař Haile Selassie, nigerijský předseda vlády Abubakar Tafawa Balewa a guinejský prezident Sekou Toure, tyto názorové rozdíly zahladil. Ustavující smlouva – Charta OAJ – byla podepsána 32 africkými státy 25. května 1963. Organizaci africké jednoty se v podstatě nepodařilo svůj původní cíl splnit. Problémy, jak již bylo zmíněno, se objevily poměrně brzy po vytvoření Organizace. Zejména jižní Afrika zůstávala dále pod správou některých koloniálních mocností. Jihoafrická republika ovládaná bělošským, apartheidním režimem okupovala již bez mandátu OSN území Jihozápadní Afriky – dnešní Namibie. Řada zemí, které nově nabyly suverenitu, zachovávala silné svazky s původními koloniálními metropolemi a vstupovala do nově vzniklých organizací tyto bývalé kolonie sdružujících. Navíc vznikaly i menší oblastní uskupení, které jednotu afrických zemí v rámci OAJ ještě dále rozmělňovaly a nabourávaly. Stejně jako rychle se zadlužující členské země měla i OAJ nemalé finanční potíže. Řada členských států byla stižena vnitřní politickou nestabilitou, doloženou četnými převraty a občanskými válkami, i vzájemnými spory. Přestože v posledních letech své existence OAJ de facto ztratila reálný význam, má určité zásluhy například o mírové řešení některých sporů o hranice mezi svými členskými státy; AOJ také přispěla k osamostatnění některých kolonií či závislých území – jmenovitě Guiney-Bissau, Angoly, Kapverd, Mosambiku, Zimbabwe a Namibie. Boj proti politice 
apartheidu a vládě bělošské menšiny v Jižní Africe, dlouho patřil mezi hlavní činnosti OAJ. Bylo tudíž velkým triumfem, když se demokratická Jihoafrická republika připojila v roce 1994 k OAJ jako 53. člen. Je velice sporné, zda OAJ významněji přispěla ke zlepšení hospodářské situace v Africe. Evidentně se jí nepodařilo zvýšit životní úroveň Afričanů; situace se naopak postupně zhoršovala. V průběhu 80. let, kdy už byla hospodářská zaostalost regionu nadmíru akutní, začala se OAJ na hospodářský rozvoj intenzivně zaměřovat. Vrcholná schůzka představitelů OAJ v Abuje v roce 1991 určila cíl vytvořit do roku 2000 Africké hospodářské společenství. 
Potřeba obnovit a dynamizovat integrační mechanismus vyvstala hlavně v 90. letech. 9. září 1999 bylo Sirtskou deklarací rozhodnuto o vytvoření Africké unie. Ustavující smlouva byla přijata v Lomé v roce 2000, Lusacký summit v červenci 2001 určil časový plán vzniku Africké unie. Smlouva o Africké unii vstoupila ovšem v platnost již 26. května 2001, když byla ratifikována dvěma třetinami členských států OAJ. V roce 2002 se v jihoafrickém Durbanu konalo první zasedání hlav státu Africké unie, čímž byla činnost nové organizace oficiálně zahájena.